# فرانسيسكو برونو
فرانسيسكو برونو (بالإيطالية: Francesco Bruno)‏ (و. 1948 – م) هو طبيب، وطبيب نفسي، من إيطاليا.

## التعليم
تعلم في جامعة روما تور فيرغاتا.

## مناصب وهيئات
أدار جامعة روما سابينزا.